# Snarskij (Oblast' autonoma ebraica)
Snarskij (in lingua russa Снарский) è un centro abitato dell'Oblast' autonoma ebraica, situato nell'Oblučenskij rajon.